# حي روكب (المكلا)
حي روكب هو أحد أحياء مدينة المكلا في محافظة حضرموت اليمنية. يبلغ تعداد سكانه 7351 نسمة حسب التعداد السكاني في اليمن لعام 2004.